# Diacamma scalpratum
Diacamma scalpratum (лат.) — вид муравьёв рода Diacamma из подсемейства Ponerinae (Formicidae). Южная и Юго-Восточная Азия: Пакистан, Индия, Мьянма.

## Описание
Понериновые муравьи средних и крупных размеров, длина тела более 1,5 см (от 16,4 мм до 18,5 мм). Тело чёрное (самцы светлее), без металлического блеска; лобные доли и наличник часто, субпетиолярный отросток и тергиты и стерниты брюшка на задних краях всегда красновато-коричневые; мандибулы и голени тёмно-красновато-коричневые. Стоячие волоски на теле короткие. Тело сильно бороздчатое на мезосоме и петиоле, слабее на голове. Голова, мезосома и петиоль с очень плотной микроретикуляцией, матовые. Голова удлинённая, бока заднего края глаза умеренно выпуклые. Полоса за глазами встречается с узким, слегка вогнутым затылочным краем; гребни немного более узкие, чем промежутки; затылочный край латерально слегка расширен и заканчивается очень короткими, тупыми выступами. Глаза маленькие, не выступают. Наличник мелко, очень густо пунктирован, за исключением переднего края с более крупной и редкой пунктировкой; переднемедиально с широко закруглённой вершиной. Бороздки на переднеспинке поперечно эллиптические. Бороздки на боках мезосомы слабо косые, на проподеуме изогнутые. Петиоль сильно сжатый, дорсально не полосатый, но с гребнем, загнутым назад до близко расположенных длинных зубцов; дорсолатерально с косой бороздкой относительно дорсального контура узла, вентролатерально с редуцированной полосой и почти гладкий; субпетиолярный отросток выдающийся, сильно вогнутый, задний угол длиннее переднего. Тергит 1 без бороздок, но с мелкой пунктировкой, блестящий, как и последующие тергиты. В стебельке между грудью и брюшком один членик (петиоль), но первый сегмент брюшка резко отделён перетяжкой от остальных. Вид был впервые описан в 1858 году под названием Ponera scalprata Smith, 1858. Включён в видовую группу Diacamma scalpratum (вместе с видами D. violaceum Forel, 1900 и D. longitudinale Emery, 1889), которая обладает сжатым петиолем, но полосатость головы продольная.

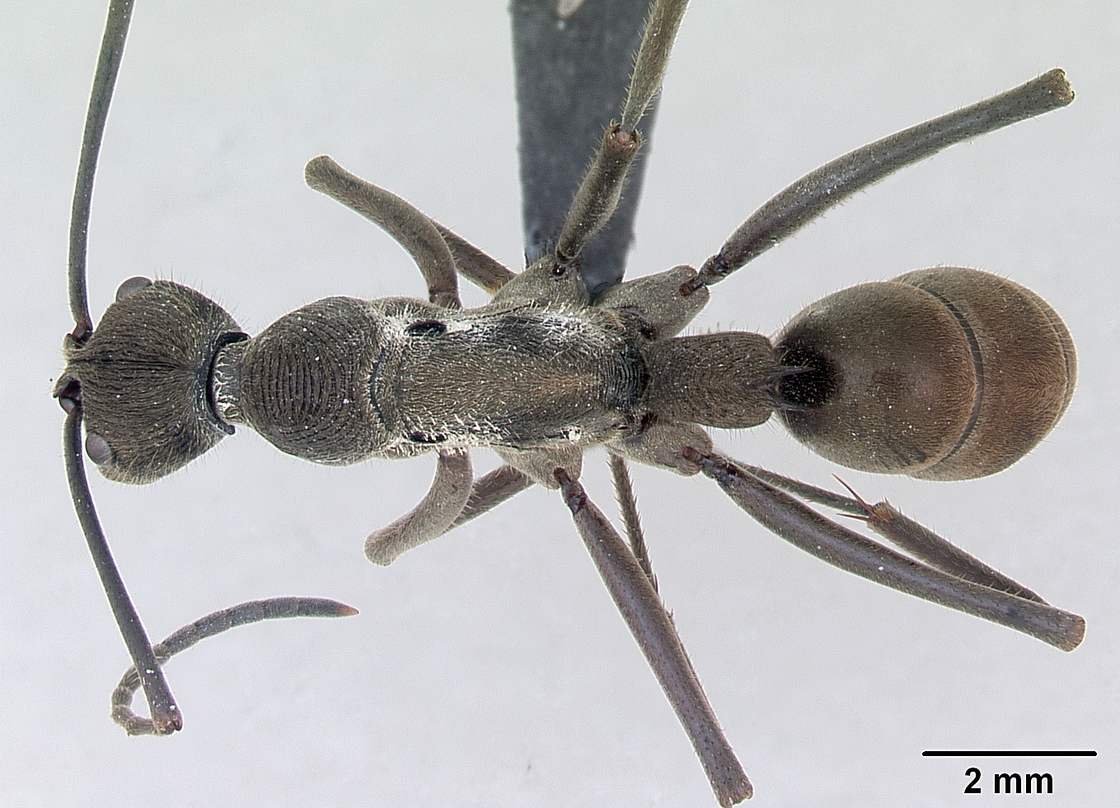
Рабочий сверху
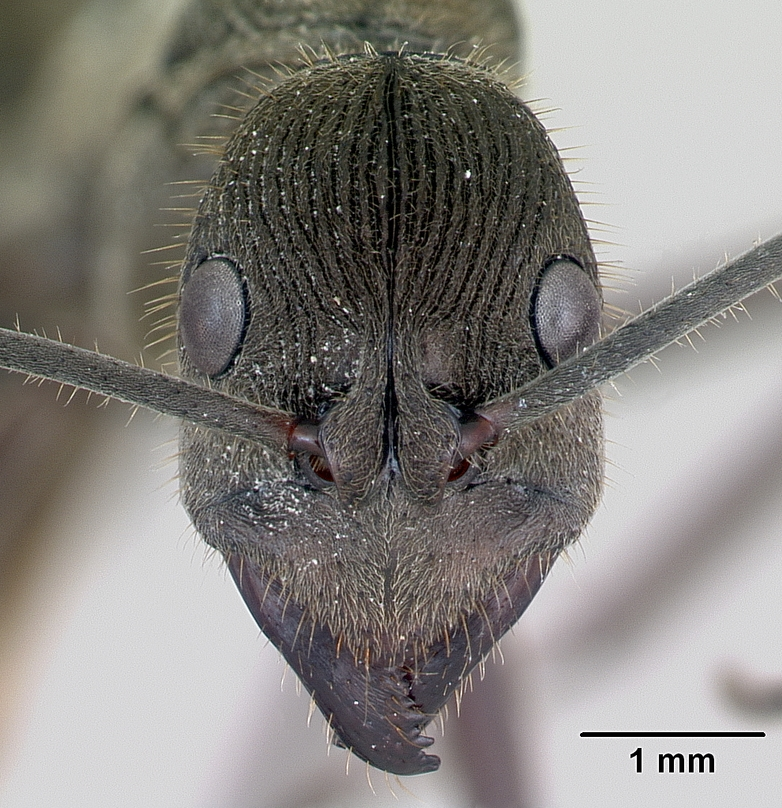
Голова рабочего
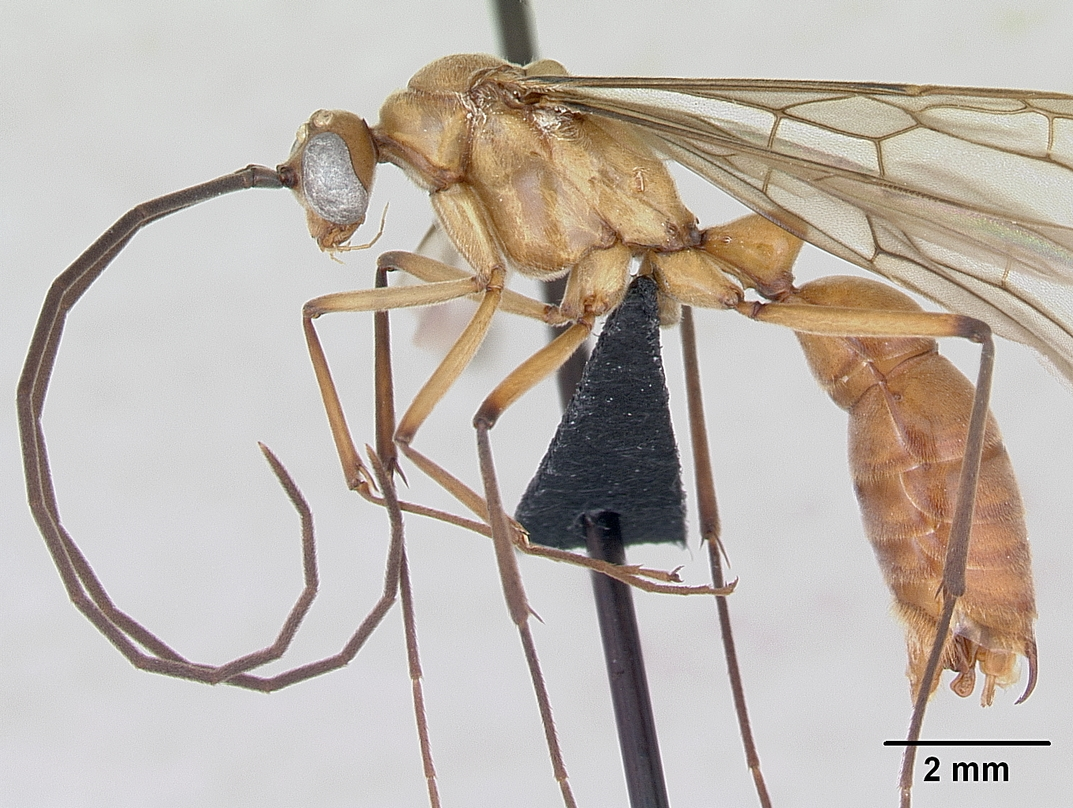
Самец сбоку
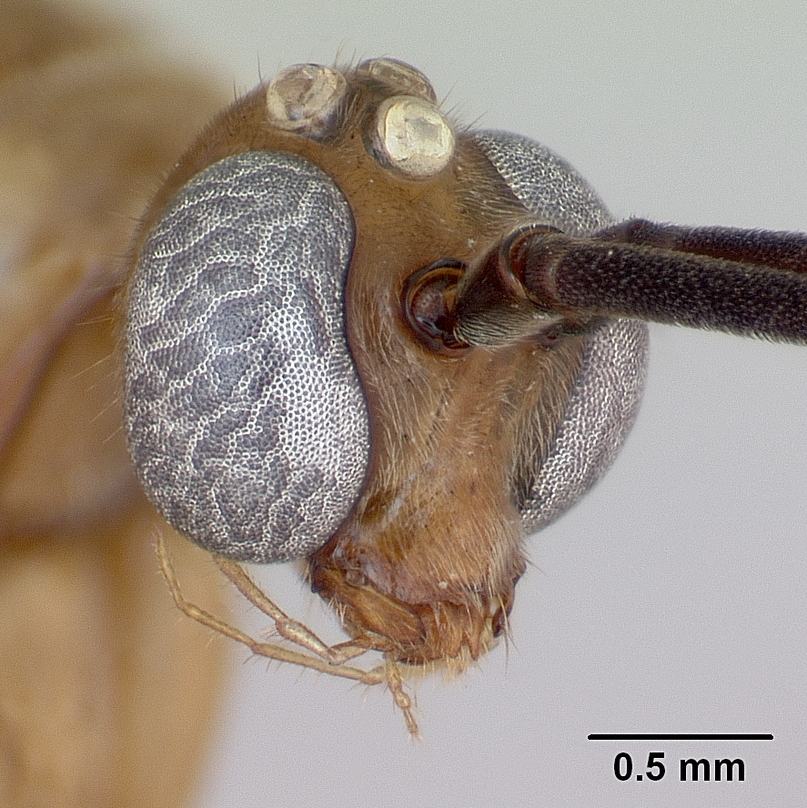
Голова самца сбоку